# Ngô Thanh Vân
Ngô Thanh Vân (més coneguda a Occident com Veronica Ngo) és una actriu, cantant, model i guanyadora d'un concurs de bellesa vietnamita.
Durant els anys 1980 va viure a Noruega.
Inicialment, va participar en un concurs de bellesa, a partir del qual va seguir la carrera de model. Més endavant esdevení cantant, amb molt d'èxit al Vietnam. Participà tant en la gran pantalla com en la menuda fora del seu país d'origen. Va tindre el debut a Hollywood amb la pel·lícula Crouching Tiger, Hidden Dragon: Sword of Destiny.

## Filmografia

### Televisió
| Any       | Títol                  | Notes |
| --------- | ---------------------- | ----- |
| 2002      | Huong De               |       |
| 2004      | Rouge                  |       |
| 2007-2009 | Cô Gái Xấu Xí          |       |
| 2010      | Bước nhảy hoàn vũ      |       |
| 2013      | Project Runway Vietnam | Jutge |

### Cinema
| Any  | Títol                                            | Títol original en vietnamès                      | Paper           | Notes                                      |
| ---- | ------------------------------------------------ | ------------------------------------------------ | --------------- | ------------------------------------------ |
| 2006 | 2 in 1                                           | 2 trong 1                                        | Như Lan         |                                            |
| 2006 | Saigon Love Story                                | Chuyện tình Sài Gòn                              | Tâm             | Rodat el 2004, debut cinematogràfic de Vân |
| 2007 | The Rebel                                        | Dòng Máu Anh Hùng                                | Võ Thanh Thúy   |                                            |
| 2007 | Ngôi Nhà Bí Ân                                   | Ngôi Nhà Bí Ân                                   | Trúc            |                                            |
| 2009 | Clash                                            | Bẫy rồng                                         | Trinh / Phoenix |                                            |
| 2011 | Pearls of the Far East                           | Ngọc viễn đông                                   | Germana         |                                            |
| 2012 | House in the Alley                               | Ngôi nhà trong hẻm                               | Thảo            |                                            |
| 2013 | Once Upon a Time in Vietnam                      | Lửa Phật                                         | Ánh             |                                            |
| 2015 | The Lost Dragon                                  | Ngày nảy ngày nay                                | Đan Nương       |                                            |
| 2016 | Bitcoin Heist                                    | Siêu trộm                                        | Kỳ              |                                            |
| 2016 | Crouching Tiger, Hidden Dragon: Sword of Destiny | Crouching Tiger, Hidden Dragon: Sword of Destiny | Mantis          |                                            |
| 2016 | Tam Cam: The Untold Story                        | Tấm Cám: Chuyện chưa kể                          | Madrastra       | Debut com a directora de Vân               |
| 2017 | The Tailor                                       | Cô Ba Sài Gòn                                    | Thanh Mai       |                                            |
| 2017 | Star Wars: Els últims Jedi                       | Star Wars: Els últims Jedi                       | Paige Tico      |                                            |
| 2017 | Bright                                           | Bright                                           | Tien            |                                            |
| 2018 | Going Home for Tet                               | Về quê ăn Tết                                    | Đậu Xanh        |                                            |
| 2019 | Furie                                            | Hai Phượng                                       | Hai Phượng      |                                            |
| 2020 | Da 5 Bloods                                      | Da 5 Bloods                                      | Hanoi Hannah    |                                            |
| 2020 | The Old Guard                                    | The Old Guard                                    | Quynh           |                                            |